# Campeonato de Primera División B 1976 (Argentina)
El Campeonato de Primera División B 1976 fue la cuadragésima tercera temporada de la categoría, que era la segunda división del fútbol argentino. Esta temporada marcó la incorporación de Villa Dálmine y El Porvenir, ascendidos de la Primera C, mientras que no hubo descensos desde la Primera División, siendo en total 20 equipos los que participaron del torneo.

## Formato

### Competición
El formato de la competición a lo largo de este año fue bastante extraño: se realizaron dos torneos, el campeón del primero ascendió a la Primera División de Argentina al finalizar el mismo, es decir, a mitad de año y disputó el Torneo Nacional 1976.
El campeón del segundo campeonato ascendió a fin de año, como sucedía normalmente en la época. Además, el ganador,  de cada torneo se determinó luego de la disputa de un hexagonal final, al cual clasificaron los equipos posicionados entre la primera y la sexta posición.
En el primer campeonato se consideraron los puntos obtenidos en el mismo, mientras que en el segundo los puntos correspondieron al acumulado entre el primero y el segundo torneo.
Por otro lado, para definir los descensos también se disputó un hexagonal final al terminar la temporada. Tras realizar una sumatoria de puntos entre los dos torneos, los últimos seis equipos disputaron este torneo reducido, en el cual descendieron los que finalizaron en las dos últimas posiciones al término del hexagonal.
En la primera rueda se disputaron 19 fechas y en la segunda 18, dando un acumulado en esta última de 37 fechas.

## Equipos
| Equipo                 | Ciudad               |
| ---------------------- | -------------------- |
| Almagro                | José Ingenieros      |
| Almirante Brown        | La Matanza           |
| Arsenal                | Sarandí              |
| Central Córdoba        | Rosario              |
| Comunicaciones         | Buenos Aires         |
| Defensores de Belgrano | Buenos Aires         |
| Deportivo Italiano     | Ciudad Evita         |
| Deportivo Morón        | Morón                |
| El Porvenir            | Gerli                |
| Estudiantes            | Caseros              |
| Flandria               | Jáuregui             |
| Lanús                  | Lanús                |
| Los Andes              | Lomas de Zamora      |
| Nueva Chicago          | Buenos Aires         |
| Platense               | Vicente López        |
| Sarmiento              | Junín                |
| Dock Sud               | Dock Sud             |
| Talleres               | Remedios de Escalada |
| Tigre                  | Victoria             |
| Villa Dálmine          | Campana              |

## Primer torneo

### Tabla de posiciones
| Pos | Equipo                 | Pts | PJ | G  | E  | P  | GF | GC | DG  |
| --- | ---------------------- | --- | -- | -- | -- | -- | -- | -- | --- |
| 1º  | Platense               | 26  | 19 | 10 | 6  | 3  | 32 | 21 | 11  |
| 2º  | Tigre                  | 26  | 19 | 11 | 4  | 4  | 23 | 9  | 14  |
| 3º  | Villa Dálmine          | 24  | 19 | 9  | 6  | 4  | 39 | 26 | 13  |
| 4º  | Lanús                  | 24  | 19 | 9  | 6  | 4  | 33 | 22 | 11  |
| 5º  | Almagro                | 22  | 19 | 9  | 4  | 6  | 36 | 29 | 7   |
| 6º  | Los Andes              | 22  | 19 | 7  | 8  | 4  | 25 | 21 | 4   |
| 7º  | Central Córdoba (R)    | 22  | 19 | 8  | 6  | 5  | 25 | 15 | 10  |
| 8º  | Deportivo Morón        | 20  | 19 | 6  | 8  | 5  | 28 | 25 | 3   |
| 9º  | Nueva Chicago          | 19  | 19 | 6  | 7  | 6  | 25 | 28 | -3  |
| 10º | Arsenal                | 18  | 19 | 4  | 10 | 5  | 17 | 18 | -1  |
| 11º | Talleres (RE)          | 18  | 19 | 4  | 10 | 5  | 22 | 26 | -4  |
| 12º | Estudiantes (BA)       | 18  | 19 | 4  | 10 | 5  | 16 | 21 | -5  |
| 13º | Deportivo Italiano     | 18  | 19 | 4  | 10 | 5  | 27 | 34 | -7  |
| 14º | El Porvenir            | 17  | 19 | 5  | 7  | 7  | 30 | 31 | -1  |
| 15º | Almirante Brown        | 17  | 19 | 6  | 5  | 8  | 24 | 25 | -1  |
| 16º | Dock Sud               | 17  | 19 | 6  | 5  | 8  | 21 | 25 | -4  |
| 17º | Sarmiento de Junín     | 16  | 19 | 5  | 6  | 8  | 26 | 34 | -8  |
| 18º | Flandria               | 14  | 19 | 3  | 8  | 8  | 30 | 37 | -7  |
| 19º | Defensores de Belgrano | 11  | 19 | 2  | 7  | 10 | 27 | 37 | -10 |
| 20º | Comunicaciones         | 11  | 19 | 5  | 1  | 13 | 18 | 35 | -17 |

|  |                                                                  |
|  | Clasificado al reducido por el primer ascenso.                   |
|  | Debieron jugar un desempate para determinar el 5.º y 6.º puesto. |

### Desempate por el 5.º y 6.º puesto
Los Andes 		2-0 	Central Córdoba (Rosario) 		(se jugó en el estadio de Sarmiento de Junín)

24/6/1976

Almagro 	 	2-0 	Los Andes				(se jugó en el estadio de San Lorenzo)

25/6/1976
| Pos | Equipo              | Pts | PJ | G | E | P | GF | GC | DG |
| --- | ------------------- | --- | -- | - | - | - | -- | -- | -- |
| 1º  | Almagro             | 2   | 2  | 1 | 0 | 0 | 2  | 0  | 2  |
| 2º  | Los Andes           | 2   | 2  | 1 | 0 | 1 | 2  | 2  | 0  |
| 3º  | Central Córdoba (R) | 0   | 1  | 0 | 0 | 1 | 0  | 2  | -2 |

|  |                                                |
|  | Clasificado al reducido por el primer ascenso. |

## Hexagonal por el primer ascenso
29/6/1976
Platense		5-1	Almagro				(se jugó en el estadio de Vélez Sarsfield)

Villa Dálmine		1-0	Tigre				(se jugó en el estadio de San Lorenzo)

Lanús			2-1	Los Andes			(se jugó en el estadio de Ferro Carril Oeste)

2da fecha

3/7/1976

Platense		0-0	Lanús				(se jugó en el estadio de San Lorenzo)

Almagro			2-1	Tigre				(se jugó en el estadio de Ferro Carril Oeste)

Villa Dálmine		0-1	Los Andes			(se jugó en el estadio de Vélez Sarsfield)

3ra fecha

6/7/1976

Lanús			4-0	Villa Dálmine			(se jugó en el estadio de San Lorenzo)

Platense		1-1	Tigre				(se jugó en el estadio de Vélez Sarsfield)

Almagro			1-1	Los Andes			(se jugó en el estadio de Huracán)

4ta fecha

10/7/1976

Almagro			2-1	Villa Dálmine			(se jugó en el estadio de Ferro Carril Oeste)

Lanús			2-0	Tigre				(se jugó en el estadio de Huracán)

Platense		2-1	Los Andes			(se jugó en el estadio de San Lorenzo)

5ta fecha

13/7/1976

Platense		1-0	Villa Dálmine			(se jugó en el estadio de Vélez Sarsfield)

Almagro			1-0	Lanús				(se jugó en el estadio de San Lorenzo)

Los Andes		n/p	Tigre				(no se jugó)
}
| Pos | Equipo        | Pts | PJ | G | E | P | GF | GC | DG |
| --- | ------------- | --- | -- | - | - | - | -- | -- | -- |
| 1º  | Platense      | 8   | 5  | 3 | 2 | 0 | 9  | 3  | 6  |
| 2º  | Lanús         | 7   | 5  | 3 | 1 | 1 | 8  | 2  | 6  |
| 3º  | Almagro       | 7   | 5  | 3 | 1 | 1 | 7  | 8  | -1 |
| 4º  | Los Andes     | 3   | 4  | 1 | 2 | 1 | 4  | 5  | -1 |
| 5º  | Villa Dálmine | 2   | 5  | 1 | 0 | 4 | 2  | 8  | -6 |
| 6º  | Tigre         | 1   | 4  | 0 | 1 | 3 | 2  | 6  | -4 |

|  |                                          |
|  | Campeón, ascendió a la Primera División. |

## Segundo torneo

### Tabla de posiciones
| Pos | Equipo                 | Pts | PJ | G  | E  | P  | GF | GC | DG  |
| --- | ---------------------- | --- | -- | -- | -- | -- | -- | -- | --- |
| 1º  | Lanús                  | 47  | 37 | 18 | 11 | 8  | 67 | 40 | 27  |
| 2º  | Almirante Brown        | 46  | 37 | 18 | 10 | 9  | 58 | 45 | 13  |
| 3º  | Tigre                  | 45  | 37 | 17 | 11 | 9  | 53 | 42 | 11  |
| 4º  | Villa Dálmine          | 44  | 37 | 17 | 10 | 10 | 70 | 50 | 20  |
| 5º  | Central Córdoba (R)    | 43  | 37 | 13 | 17 | 7  | 49 | 31 | 18  |
| 6º  | Los Andes              | 43  | 37 | 15 | 13 | 9  | 65 | 53 | 12  |
| 7º  | Almagro                | 42  | 37 | 14 | 14 | 9  | 63 | 53 | 10  |
| 8º  | Talleres (RE)          | 42  | 37 | 12 | 18 | 7  | 46 | 40 | 6   |
| 9º  | Nueva Chicago          | 39  | 37 | 13 | 13 | 11 | 55 | 52 | 3   |
| 10º | Arsenal                | 36  | 37 | 11 | 14 | 12 | 47 | 45 | 2   |
| 11º | Deportivo Morón        | 36  | 37 | 12 | 12 | 13 | 58 | 62 | -4  |
| 12º | Estudiantes (BA)       | 36  | 37 | 9  | 18 | 10 | 47 | 54 | -7  |
| 13º | El Porvenir            | 33  | 37 | 8  | 17 | 12 | 55 | 62 | -7  |
| 14º | Sportivo Dock Sud      | 33  | 37 | 10 | 13 | 14 | 41 | 51 | -10 |
| 15º | Sarmiento de Junín     | 32  | 37 | 9  | 14 | 14 | 53 | 69 | -16 |
| 16º | Flandria               | 31  | 37 | 10 | 11 | 16 | 61 | 73 | -12 |
| 17º | Deportivo Italiano     | 27  | 37 | 5  | 17 | 15 | 38 | 63 | -25 |
| 18º | Comunicaciones         | 24  | 37 | 11 | 2  | 24 | 50 | 76 | -26 |
| 19º | Defensores de Belgrano | 17  | 37 | 4  | 9  | 24 | 49 | 75 | -26 |

|  |                                                                                                  |
|  | Clasificado al reducido por el primer ascenso.                                                   |
|  | Debieron jugar un desempate para determinar el sexto clasificado al hexagonal para no descender. |
|  | Clasificados al hexagonal final para evitar el descenso.                                         |

### Desempate para evitar el hexagonal por el descenso
| El Porvenir | 2 - 0 | Sportivo Dock Sud |

## Hexagonal por el segundo ascenso
4/12/1976

Villa Dálmine		0-3	Lanús				(se jugó en el estadio de San Lorenzo)

Los Andes		1-0	Central Córdoba (Rosario)	(se jugó en el estadio de Temperley)

Almirante Brown		1-0	Tigre				(se jugó en el estadio de All Boys)

2da fecha

7/12/1976

Lanús			2-1	Tigre				(se jugó en el estadio de San Lorenzo)

Los Andes		2-0	Villa Dálmine			(se jugó en el estadio de Atlanta)

Almirante Brown		2-0	Central Córdoba (Rosario)	(se jugó en el estadio de Newell's Old Boys)

3ra fecha

11/12/1976

Almirante Brown		1-1	Los Andes			(se jugó en el estadio de Vélez Sarsfield)

Villa Dálmine		4-2	Tigre				(se jugó en el estadio de Chacarita Juniors)

Lanús			5-1	Central Córdoba (Rosario)	(se jugó en el estadio de Racing Club)

4ta fecha

14/12/1976

Almirante Brown		4-1	Villa Dálmine			(se jugó en el estadio de Racing Club)

Los Andes		2-3	Lanús				(se jugó en el estadio de Huracán)

Central Córdoba (Ros.)  1-0	Tigre				(se jugó en el estadio de Newell's Old Boys)

5.ª fecha

18/12/1976

Lanús			2-0	Almirante Brown			(se jugó en el estadio de San Lorenzo)

Tigre			5-2	Los Andes			(se jugó en el estadio de Ferro Carril Oeste)

Central Córdoba (Ros.) pp-pp	Villa Dálmine			(debía jugarse en el estadio de Sarmiento de Junín)

}
| Pos | Equipo              | Pts | PJ | G | E | P | GF | GC | DG |
| --- | ------------------- | --- | -- | - | - | - | -- | -- | -- |
| 1º  | Lanús               | 10  | 5  | 5 | 0 | 0 | 15 | 4  | 11 |
| 2º  | Almirante Brown     | 7   | 5  | 3 | 1 | 1 | 8  | 4  | 4  |
| 3º  | Los Andes           | 5   | 5  | 2 | 1 | 2 | 8  | 9  | -1 |
| 4º  | Tigre               | 0   | 5  | 1 | 0 | 4 | 8  | 10 | -2 |
| 5º  | Villa Dálmine       | 0   | 5  | 1 | 0 | 4 | 5  | 12 | -7 |
| 6º  | Central Córdoba (R) | 0   | 5  | 1 | 0 | 4 | 2  | 9  | -7 |

|  |                                          |
|  | Campeón, ascendió a la Primera División. |

## Hexagonal para no descender
4/12/1976

Comunicaciones		3-2	Flandria			(se jugó en el estadio de Almagro)

Sportivo Dock Sud	0-2	Defensores de Belgrano		(se jugó en el estadio de Deportivo Morón)

Deportivo Italiano	1-0	Sarmiento (Junín)		(se jugó en el estadio de Central Córdoba de Rosario)

2.ª fecha

7/12/1976

Defensores de Belgrano	3-0	Deportivo Italiano		(se jugó en el estadio de Almirante Brown)

Flandria		2-2	Sportivo Dock Sud		(se jugó en el estadio de Villa Dálmine)

Sarmiento (Junín)	3-1	Comunicaciones			(se jugó en el estadio de Central Córdoba de Rosario)

3ra fecha

11/12/1976

Defensores de Belgrano  0-1	Sarmiento (Junín)		(se jugó en el estadio de Tigre)

Deportivo Italiano	0-0	Flandria			(se jugó en el estadio de Estudiantes de Buenos Aires)

Sportivo Dock Sud	3-3	Comunicaciones			(se jugó en el estadio de Talleres RE)

4.ª fecha

15/12/1976

Comunicaciones		2-1	Deportivo Italiano		(se jugó en el estadio de Talleres RE)

Sportivo Dock Sud	2-0	Sarmiento (Junín)		(se jugó en el estadio de Arsenal)

15/12/1976

Flandria		3-1	Defensores de Belgrano		(se jugó en el estadio de Villa Dálmine)

5.ª fecha

21/12/1976

Sarmiento (Junín)	1-2	Flandria			(se jugó en el estadio de Deportivo Morón)

Deportivo Italiano	2-0	Sportivo Dock Sud		(se jugó en el estadio de Tigre)

Comunicaciones		0-0	Defensores de Belgrano		(se jugó en el estadio de Estudiantes de Buenos Aires)

}
| Pos | Equipo                 | Pts | PJ | G | E | P | GF | GC | DG |
| --- | ---------------------- | --- | -- | - | - | - | -- | -- | -- |
| 1º  | Flandria               | 6   | 5  | 2 | 2 | 1 | 9  | 7  | 2  |
| 2º  | Comunicaciones         | 6   | 5  | 2 | 2 | 1 | 9  | 9  | 0  |
| 3º  | Defensores de Belgrano | 5   | 5  | 2 | 1 | 2 | 6  | 4  | 2  |
| 4º  | Deportivo Italiano     | 5   | 5  | 2 | 1 | 2 | 4  | 5  | -1 |
| 5º  | Sarmiento de Junín     | 4   | 5  | 2 | 0 | 3 | 5  | 6  | -1 |
| 6º  | Sportivo Dock Sud      | 4   | 5  | 1 | 2 | 2 | 7  | 9  | -2 |

|  |                              |
|  | Mantuvieron la categoría     |
|  | Descendieron a la Primera C. |